# Poestenkill (Nowy Jork)
Poestenkill – miasto w Stanach Zjednoczonych, w stanie Nowy Jork, w hrabstwie Rensselaer.